# Rovon
Rovon – miejscowość i gmina we Francji, w regionie Owernia-Rodan-Alpy, w departamencie Isère.
Według danych na rok 1990 gminę zamieszkiwały 424 osoby, a gęstość zaludnienia wynosiła 36 osób/km² (wśród 2880 gmin regionu Rodan-Alpy Rovon plasuje się na 1212. miejscu pod względem liczby ludności, natomiast pod względem powierzchni na miejscu 992.).
Przez gminę przepływa rzeka Isère. 